# Вяткин, Сергей (хоккеист)
Сергей Вяткин (1935 — неизвестно) — советский хоккеист, нападающий.

## Биография
Выступал за новосибирские клубы «Крылья Советов» (1954/55, чемпион РСФСР), «Динамо» (1955/56 — 1958/59), «Химик» (1959/60 — 1960/61, 1962/63). В I группе класса «А» провёл три сезона (1955/56 — 1957/58).